# Groden (Cuxhaven)
Groden is een dorp in de Duitse deelstaat Nedersaksen. Het dorp is in 1935 bij de stad Cuxhaven gevoegd. 
De naam Groden is een in Noord-Duitsland, o.a. langs de kust van de Waddenzee in Oost-Friesland, veel voorkomend toponiem. Ook het dorp Groede in de Nederlandse provincie Zeeland draagt deze naam. Een Groden is een stuk aangeslibd, reeds begroeid en vervolgens ingepolderd land (vergelijk voor Nederland: kwelderwerken) aan de kust. Het woord is etymologisch  verwant met het werkwoord groeien.
Groden ligt ten zuiden en oosten van de eigenlijke stad Cuxhaven. Samen met Altenwalde werd het dorp in 1372 aan de stad Hamburg verkocht. De band met Hamburg zou pas in 1937 (invoering Groot-Hamburgwet) verbroken worden. Op 26 juni 1756 werden grote delen van Groden door een wervelstorm verwoest.
De dorpskerk, gewijd aan de weinig bekende heilige Abundus, is oorspronkelijk opgetrokken uit veldkeien en dateert uit omstreeks 1200, toen het dorp na inpoldering van kwelders langs de kust ontstaan was.

## Afbeeldingen

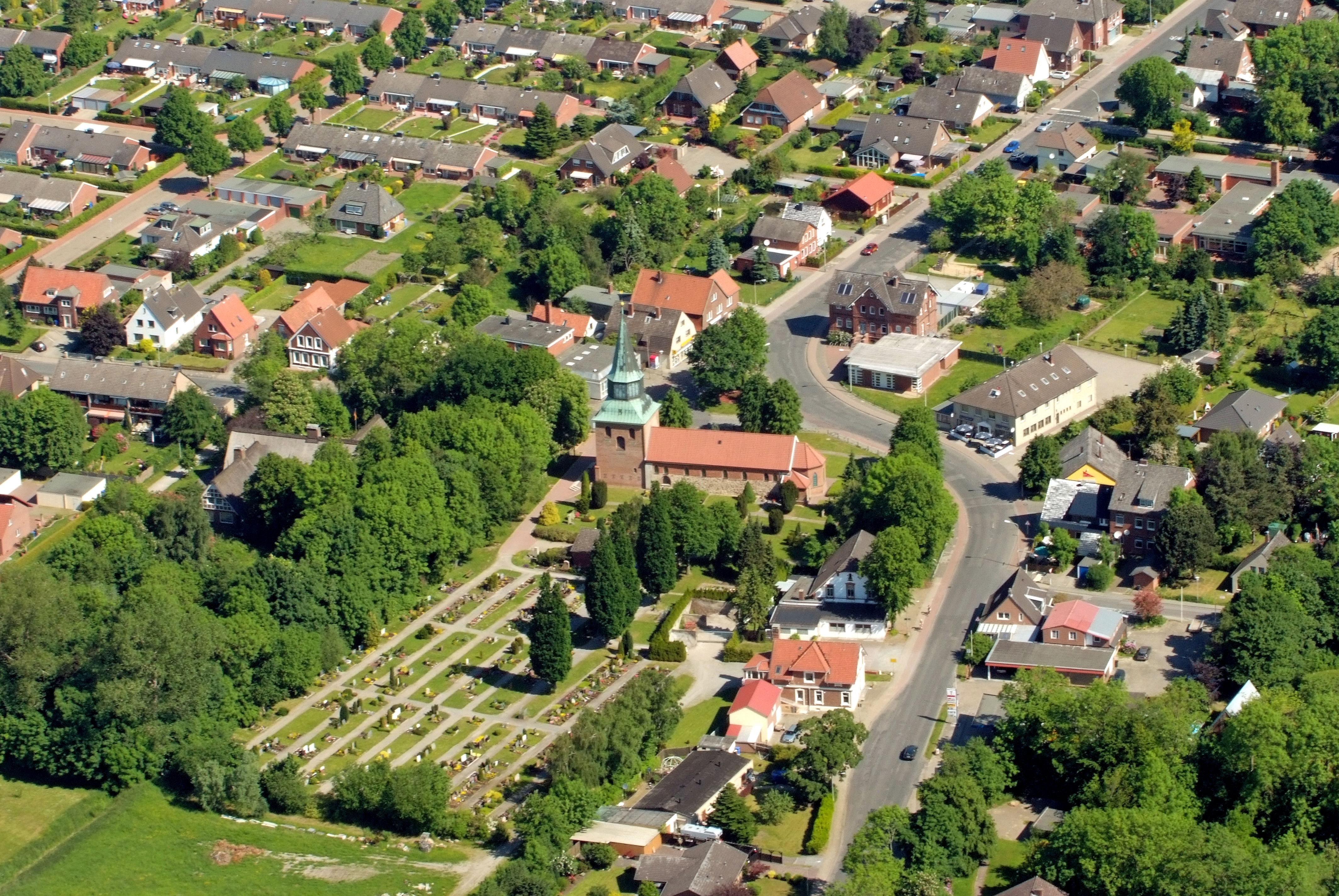
Dorpsbeeld van Groden met de Sint-Abunduskerk
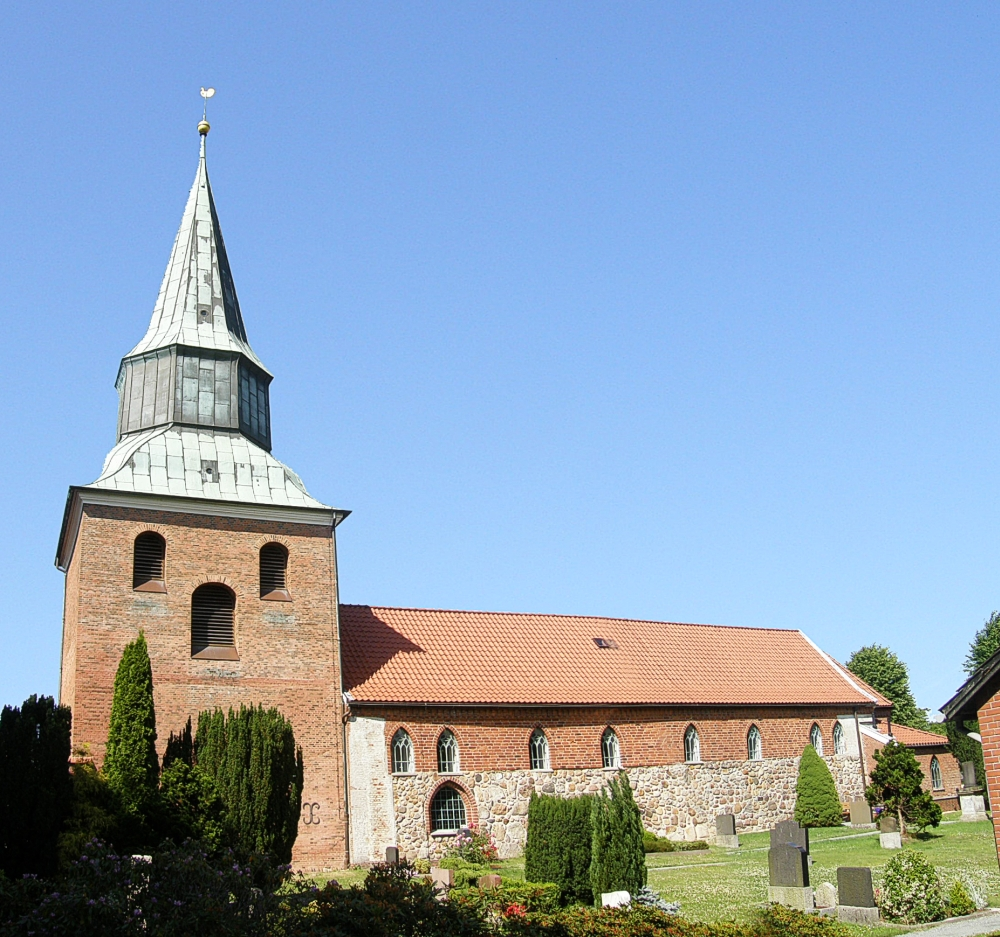
Evang.-lutherse Sint-Abunduskerk, Groden
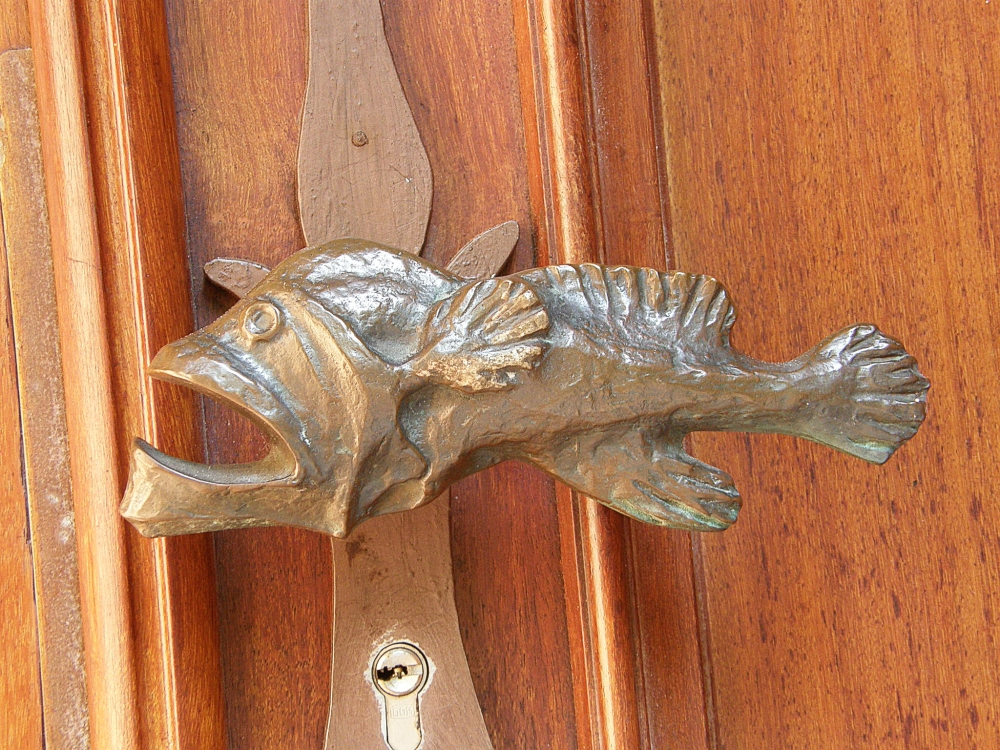
Deurkruk van deze kerk

## Belangrijke personen
Heinrich Brandes (1777-1834), een bekend Duits natuur- en weerkundige, werd te Groden geboren.